# Криничне (Білогірський район)
Крини́чне (крим. Krınıçne) — село в Україні, у Білогірському районі Автономної Республіки Крим. Центр Криничненської сільської ради. Населення становить 938 осіб.
Відстань від райцентру до населеного пункта становить 4 кілометрів по прямій.

## Історія
Поблизу сіл Голованівки і Красноселівки виявлено залишки двох поселень доби неоліту, біля села Криничного — скіфського городища, а неподалік сіл Олексіївки і Красноселівки — двох середньовічних поселень із рештками церков. Колишній маєток Гон Яфе.